# Indisk litteratur
Indisk litteratur har skrivits och skrivs på en rad olika språk; bengali, bihari, gujarati, hindi, kannada, malayalam, punjabi, tamil, telugu, med flera språk (se språkens spridning i landet). Sedan britterna kom till Indien har också engelska kommit att bli ett viktigt litteraturspråk i landet.
Sannolikt var "Rajmohan's Wife" från 1864 den första indiska romanen på engelska. Författare var Bankim Chandra Chatterjees. Denne författare skiftade sedan till bengali, för att skriva Ivanhoeliknande hjälteepos. Indiens förste nobelpristagare, Rabindranath Tagore skrev också oftast på sitt modersmål bengali.
Den äldsta indiska litteraturen skrevs på sanskrit och utgör idag i stor utsträckning hinduismens kanoniska skrifter. Även buddhismens kanoniska skrifter är i stor utsträckning skrivna på ett indiskt språk, och då oftast pali.

## Modern indisk litteratur
Se även Hindis litteraturhistoria
Den moderna indiska skönlitteraturen har sina rötter i 1930-talet med R.K. Narayan som portalfigur.
Mahatma Gandhi och den indiska självständigheten gav upphov till en ny litterär våg, med författare som Attia Hosain och Khushwant Singh. Senare kom författare som skildrar den indiska kvinnans villkor, bland andra Githa Hariharan. De internationellt mest kända författarna under modern tid kommer inte från den hinduiska kultursfären. Salman Rushdie är muslim och Arundhati Roy är kristen. De två sistnämnda författarna visar också vilket genomslag den engelskspråkiga indiska litteraturen har.

## Klassisk indisk litteratur
Mahabharata, Ramayana och Bhagavadgita skrevs, eller snarare diktades, med början ett par hundra år före Kristi födelse och med slut ett par hundra år efter Kristi födelse. Författarna tillhör legenden; Vyasa och Valmiki. Sannolikt har historierna dessförinnan gått från mun till mun under något tusental år. Kalidasa, på 400-talet var den första riktiga "författaren". Han skrev bland annat dramatik, och här är Shakuntala mest känt. Verket översattes till engelska 1789 och svenska 1821. Kalidasas mest lästa verk är lyriksviten Meghaduta (Molnbudet) med kärlekstema.
Sanskrit-litteratur kan delas in i sex olika så kallade ortodoxa skrifter och fyra sekulära skrifter. De sex ortodoxa delarna är de mera auktoritära och inflytelserika skrifterna för hinduer. De fyra sekulära skrifterna är ett uttryck för senare utveckling av den klassiska sanskrit litteraturen.
De ortodoxa är: 
- Shruti
- Smriti
- Itihasa
- Puranas
- Agama
- Darsana

De sekulära är:
- Subhashita
- Kavya
- Nataka
- Alankara

### Sekulära skrifter

#### Subhashitas
Dessa är visdomsord, instruktioner och berättelser, antingen i dikt eller i prosa. Exempel är: Bhartrihari, Subhashita-Ratna-Bhandagara och Somadeva Bhatta’s Katha-Sarit-Sagara eller Kshemendra’s Brihat-Katha-Manjari. Panchatantra och Hitopadesa återfinns också i denna kategori. 

#### Kavyas
Detta är skolastiska kompositioner i dikt, prosa eller bådadera. De som anses vara de största av de poetiska Kavyas är de som är gjorda av Kalidasa ( Raghuvamsa och Kumarasambhava), Bharavi (Kiratarjuniya), Magha (Sisupalavadha) och Sri Harsha (Naishadha). Det som anses vara den bästa prosan i Kavyas och all Sanskrit litteratur blev skrivet av Bhattabana (Kadambari och Harshacharita), han kallas ibland för det största geniet i klassisk Sanskrit. Bland dem som innehåller både poesi och prosa återfinns Champu-Ramayana och Champu-Bharata, som också är de mest kända.

#### Natakas
Dessa är så kallade skolastiska dramer och förkroppsligar Rasas om Sringara, Vira, Karuna, Adbhuta, Hasya, Bhayanaka, Bibhatsa och Raudra. Det sägs också att ingen kan skriva den nionde Rasan, viz., Santi. Den anses vara tillgänglig endast vid den slutgiltiga friheten. De dramer som anses vara de bästa är skrivna av Kalidasa (Sakuntala), Bhavabhuti (Uttara-Rama-Charita), och Visakhadatta (Mudrarakshasa). 

#### Alankaras
Detta är stora retoriska texter, som handlar om vetenskapen om perfektion och skönheten i ornamentellt språk samt effektiv komposition med elegans och kraft, både för poesi och prosa. Detta ligger som grund för Sanskrit Sahitya, och anses till och med ligga snäppet över Kavyas och Natakas. De bästa anses vara de skrivna av Mammata (Kavyaprakasa) och Jagannatha (Rasagangadhara).